# Sitio Arqueológico Los Buchillones
El Sitio Arqueológico Los Buchillones se encuentra en la costa norte de la provincia de Ciego de Ávila, en la Bahía de Buena Vista, cerca del poblado de Punta Alegre, y fue declarado Monumento Nacional en 2011 por su relevancia para el patrimonio cultural e histórico de la Isla, y resguardar valores excepcionales que lo destacan como la zona aborigen más importante del Caribe insular.

## Historia
La zona fue descubierta en la década de 1940 por un grupo de aficionados. Tiene mil 200 metros de largo y está formada por dos áreas: Punta Buchillones (en tierra firme) y La Laguna (bajo el agua). Las primeras indagaciones no se realizaron hasta 1980.
Las investigaciones se vieron coronadas por el éxito entre los años 1990 y 1994, a raíz de un hallazgo fortuito ―en la laguna costera inmediata― por dos pescadores del poblado de Punta Alegre, quienes dieron a conocer a los arqueólogos un sorprendente número de artefactos realizados en madera. 

Todo el material se halló enterrado en el cieno de la laguna, lo que permitió que se mantuviera en perfectas condiciones y que hoy —luego de un minucioso trabajo de conservación― se pueda estudiar  y exponer en los museos. 

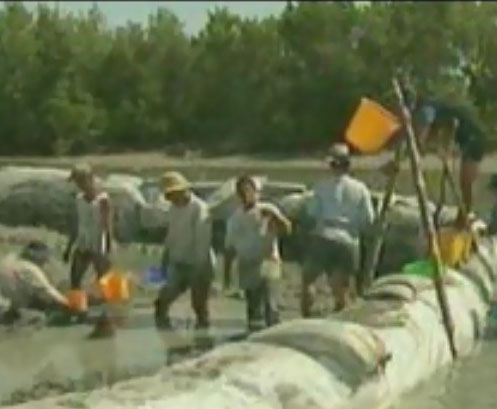

Para el estudio y continuidad de las labores arqueológicas se creó en 1995 un equipo multidisciplinario internacional dirigido por el doctor Jorge Calvera Rosés, que aplicó una metodología propuesta por los especialistas del Ministerio de Ciencias, Tecnología y Medio Ambiente (CITMA) en Ciego de Ávila. 
A las tareas directivas se sumó el doctor David Pendergast, del Museo de Ontario, Canadá, y a las investigativas el Departamento Centro Oriental de Arqueología del CITMA en Holguín, CITMA de Camagüey y el Instituto  de Arqueología de la Universidad Colegio de Londres. Actualmente continúan las investigaciones, las cuales, por la magnitud y complejidad del sitio, se extenderán por muchos años.

## Hallazgos en el sitio
Especialistas cubanos censaron y clasificaron las más de mil 400 piezas encontradas en el sitio arqueológico.
Hasta el momento en Los Buchillones se han desenterrado viviendas casi completas, tallas en hueso, piedra, cerámica y concha, e ídolos mayormente de carácter religioso.

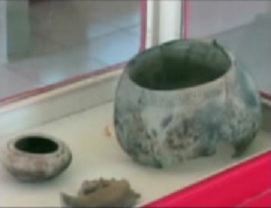

Los elementos hallados son de carácter utilitario y ceremonial, entre los que se encuentran un ídolo de la fertilidad masculina, dujos, un hacha petaloide y bandejas de ofrenda, fabricadas de maderas preciosas y piedras muy bien trabajadas.

Asimismo hay cuentas de collares, vasijas decoradas, amuletos, cemíes (efigie de dioses), azagayas, colgantes, pendientes, sonajeros, rodillos, dentaduras y espátulas vómicas, elaboradas con conchas y piedras.
El sitio también alcanza relevancia por el descubrimiento hace unos años del esqueleto de un aborigen taíno, que según las investigaciones era del sexo masculino y tenía entre 25 y 30 años al morir.
Expertos cubanos y extranjeros han comprobado, según exámenes radio-carbónicos, que ese asentamiento aborigen perteneció a un grupo agroalfarero que vivió entre los años 1220 y 1620.

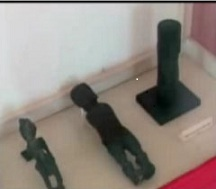

De acuerdo con el gran avance tecnotipológico de los artículos, pueden evidenciar el desarrollo socioeconómico y cultural que tenían las comunidades aborígenes asentadas en ese punto de la geografía cubana.
El área, constituye además por su aislamiento, un caso excepcional en el contexto de las localidades de agroalfareros ubicadas en el norte de la subregión arqueológica Ciego de Ávila.
El destacado arqueólogo Dr. Calvera ha señalado que: 
{{cita|Los Buchillones ha enriquecido el patrimonio del Caribe Insular, con el hallazgo de dos mil seis piezas de maderas (previa a la excavación en el sitio avileño, en Cuba no rebasaban las 50 piezas y en el resto del Caribe no llegaban a 100). 

La singularidad viene dada por su establecimiento sobre la línea misma de la costa, en el extremo de un potrero llano de suelos calizos y algo arenosos, no muy fértiles por supuesto, pero tampoco inútiles para la agricultura.
Los resultados de los estudios radiocarbónicos indican que la comunidad asentada en el lugar sobrevivió al impacto de la conquista y colonización, aspecto nuevo para la historia nacional, que ha señalado la rápida y casi total desaparición de la presencia indígena en Cuba.

## Museo Sitio Arqueológico “Los Buchillones”
El alto valor de las piezas encontradas en el área arqueológica Los Buchillones entre 1983 y 2008 condujo a la decisión en 2009 de edificar muy cerca del área un museo.
Este se encuentra ubicado en la carretera a Máximo Gómez S/N, Punta Alegre, municipio Chambas, y es un museo especializado en la arqueología aborigen del lugar.

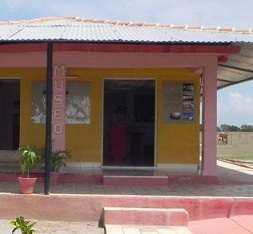

La instalación fue construida aledaña al Centro de Investigaciones Arqueológicas ubicado en la misma área donde fueron descubiertos los fragmentos, en el litoral norte de la central provincia.
El museo dispone de una amplia sala expositiva para resguardar el patrimonio arqueológico por el significado que tienen las evidencias para la cultura local y nacional y el impacto en la elevación del nivel de conocimiento de la población.

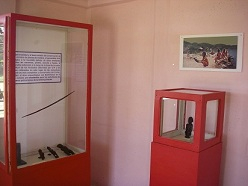

Por primera vez en Cuba se pone a disposición de investigadores y del público una gran colección de objetos originales de madera y restos de viviendas que aportan nuevos conocimientos sobre la cultura aborigen agroalfarera.
La muestra, que incluye cemíes, dujos, espátulas vómicas, bandejas de ofrenda, entre otras piezas, constituye más del triple del número de piezas de madera hasta ahora encontradas en Cuba, y supera con creces las halladas en todas las islas que conforman las Antillas Mayores.

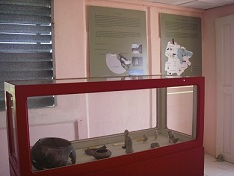

Las piezas encontradas en el área forman parte hoy   de las colecciones de los museos municipales Caonabo de Morón, el de Chambas, el Museo Provincial Coronel Simón Reyes Hernández y el museo del sitio de Los Buchillones.